# Axinella polypoides
Axinella polypoides is een sponssoort in de taxonomische indeling van de gewone sponzen (Demospongiae). De spons behoort tot het geslacht Axinella en behoort tot de familie Axinellidae. De wetenschappelijke naam van de soort werd voor het eerst geldig gepubliceerd in 1862 door Schmidt.

## Kenmerken
Het lichaam van de spons bestaat uit kiezelnaalden en sponginevezels, en is in staat om veel water op te nemen. De spons heeft takken als een gele of oranje plant.

## Verspreiding
Deze soort komt voor langs de Middellandse- en Atlantische kusten op rotsachtige zeebodems.